# Samuel Ferreira de Lima
Samuel Ferreira de Lima OFM (ur. 28 maja 1967 w Rio de Janeiro) – brazylijski duchowny katolicki, franciszkanin, biskup pomocniczy Manaus od 2025.

## Życiorys
Święcenia kapłańskie przyjął 27 stycznia 1996 w zakonie franciszkanów. Po święceniach pracował duszpastersko w Angoli. W 2006 powrócił do kraju i został prowincjalnym moderatorem ds. ewangelizacji misyjnej. W 2010 został mistrzem nowicjatu w Rodeio, w 2019 objął funkcję mistrza profesów czasowych, a w latach 2022–2024 ponownie kierował nowicjatem.
25 listopada 2024 papież Franciszek mianował go biskupem pomocniczym archidiecezji Manaus oraz biskupem tytularnym Nasbinca. Sakry udzielił mu 1 lutego 2025 kardynał Leonardo Ulrich Steiner.